# محمود غالي
محمود غالي لاعب كرة قدم مصري في مركز خط الوسط الدفاعي ، ويلعب حاليًا لنادي إنبي.

## مسيرته الكروية
هو ابن محافظة المنوفية ، نشأ في نادي غزل شبين وقت أن كان بعمر الـ 12 عامًا ، حيث استمر 4 سنوات في قطاع الناشئين بالنادي ، قبل تصعيده في سن الـ 18 ، وانتقل بعد ذلك لصفوف فريق طنطا وأصبح من أهم لاعبي الفريق ، وساهم في عودة الفريق للدوري الممتاز.

وخلال أول موسم له في الدوري الممتاز في 31 مباراة ببطولتي الدوري والكأس ، أحرز خلالهما 3 أهداف ، وحصل على 4 كروت صفراء ، وبطاقة حمراء واحدة.

## إحصائيات مشاركاته
آخر تحديث في 15 يوليو 2018

### مع الأندية
| الفريق | الموسم    | الدوري  | الدوري | الكأس   | الكأس | البطولات القارية | البطولات القارية | بطولات أخرى | بطولات أخرى | الإجمالي | الإجمالي |
| الفريق | الموسم    | مشاركات | أهداف  | مشاركات | أهداف | مشاركات          | أهداف            | مشاركات     | أهداف       | مشاركات  | أهداف    |
| ------ | --------- | ------- | ------ | ------- | ----- | ---------------- | ---------------- | ----------- | ----------- | -------- | -------- |
| طنطا   | 2015–2016 |         |        | 1       | 0     | —                | —                | —           | —           | 1        | 0        |
| طنطا   | 2016–2017 | 29      | 3      | 1       | 0     | —                | —                | —           | —           | 30       | 3        |
| طنطا   | 2017–2018 | 27      | 2      | 0       | 0     | —                | —                | —           | —           | 27       | 2        |
| طنطا   | الإجمالي  | 56      | 5      | 2       | 0     | —                | —                | —           | —           | 58       | 5        |